# باراک اوباما (پدر)
بارام اوباما (۱۸ ژوئن ۱۹۳۶ – ۲۴ نوامبر ۱۹۸۲) اقتصاددانی کنیایی و پدر باراک اوباما (چهل و چهارمین رئیس‌جمهور ایالات متحده) بود. او موضوع اصلی کتاب رؤیاهای پدرم، اثر پسرش، باراک اوباماست.
اوباما در سال ۱۹۵۴ ازدواج کرد و از همسر اولش کزیا صاحب دو فرزند شد. او برای یک برنامه ویژه برای حضور در کالج در ایالات متحده انتخاب شد و در دانشگاه هاوایی تحصیل کرد و در آنجا با استنلی آن دانهام آشنا شد که در سال ۱۹۶۱ پس از لقاح پسرش، باراک دوم، با او ازدواج کرد. دانهام سه سال بعد از اوباما طلاق گرفت. اوباما بزرگ بعداً برای تحصیلات تکمیلی به دانشگاه هاروارد رفت و در آنجا مدرک M.A در اقتصاد گرفت و در سال ۱۹۶۴ به کنیا بازگشت. او یک بار دیگر پسرش باراک را دید، زمانی که پسرش حدود ۱۰ سال داشت.
در اواخر سال ۱۹۶۴، اوباما پدر ازدواج کرد. روث بئاتریس بیکر، یک زن یهودی آمریکایی که در ماساچوست با او آشنا شده بود. آنها قبل از جدایی در سال ۱۹۷۱ و طلاق در سال ۱۹۷۳ دو پسر داشتند. اوباما ابتدا برای یک شرکت نفت کار کرد، قبل از شروع کار به عنوان اقتصاددان با وزارت حمل و نقل کنیا. او به سمت یک تحلیلگر ارشد اقتصادی در وزارت دارایی ارتقا یافت. او در میان کادری از مردان جوان کنیایی بود که در برنامه ای تحت حمایت تام امبویا در غرب تحصیل کرده بودند. اوباما پدر با جومو کنیاتا، رئیس‌جمهور کنیا درگیری داشت که تأثیر نامطلوبی بر زندگی او داشت. او در کنیا اخراج شد و در لیست سیاه قرار گرفت و یافتن شغل تقریباً غیرممکن بود. اوباما پدر در سالهای پایانی زندگی خود در سه تصادف شدید رانندگی درگیر شد. او بر اثر آخرین حادثه در سال ۱۹۸۲ درگذشت.

## کالج و تحصیلات تکمیلی
در سال ۱۹۵۹، وزارت آموزش کنیا تک نگاری اوباما را با عنوان Otieno jarieko منتشر کرد. کیتابو مار آریو. ۲: یور مابیو ماگ پورو پوته. (انگلیسی: Otieno, the wise man. کتاب ۲: روش‌های عاقلانه کشاورزی)
با توجه به دستاوردهای خود، در سال ۱۹۵۹ اوباما بورسیه تحصیلی در اقتصاد را از طریق برنامه ای که توسط رهبر ملی‌گرا تام امبویا برگزار شد، دریافت کرد. این برنامه آموزش در غرب را به دانش آموزان برجسته کنیایی ارائه می‌کرد. حامیان مالی اولیه این برنامه عبارت بودند از هری بلافونته، سیدنی پواتیه، جکی رابینسون، و الیزابت مونی کرک، مدافع سوادآموزی که بیشترین حمایت مالی را برای سالهای اولیه اوباما در ایالات متحده ارائه کرد. کرک و همکارش هلن ام رابرتز از پالو آلتو پول لازم را برای سفر اوباما به ایالات متحده جمع‌آوری کردند.
زمانی که اوباما عازم ایالات متحده شد، همسر جوان خود، کزیا، و فرزند پسرشان مالک را پشت سر گذاشت. کزیا باردار بود و دخترشان اوما در حالی که پدرش در هاوایی بود به دنیا آمد. به درخواست اوباما، هلن رابرتز متعهد شد که تا زمانی که او در نایروبی بماند، از خانواده ای که پشت سر گذاشته بود مراقبت و حمایت مالی کند.